# Struțocămilă
Struțocămila denotă o alcătuire hibridă, din două elemente incompatibile. Termenul provine din Istoria ieroglifică a lui Dimitrie Cantemir, unde este folosit în mod alegoric pentru a-l desemna pe Mihai Racoviță, ales domn al Moldovei.
La originea formei struțocămilă se află cuvântul stratocamil din care a rezultat varianta stratocamila, formă în care a pătruns în limba română, prin filieră slavonă termenul grecesc Στρουθοκάμηλος (strouthokamelos), care înseamnă struț, a cărui denumire științifică este Struthio camelus. Deși face parte și din denumirea științifică a struțului, cuvântul Camelus este denumirea științifică pentru cămilă.
De fapt, la Cantemir apare doar forma „Strutocamilă”, alternând cu cea de „Cămilă”, diferență ce pare a marca alegoric, din rațiuni politice, ipostaza de domnitor susținut de munteni, față de cea de simplu boier moldovean. Pentru că Mihai Racoviță a fost domn al Moldovei de trei ori și domn al Țării Românești de două ori, Dimitrie Cantemir consideră că nu a fost nici moldovean, nici muntean, deci a fost ca o stratocamila (struțocămilă).
Textul original al lui Cantemir este următorul:
Ca aceasta minune între voi, o, jiganiilor și pasirilor, ieste cămila nepăsărită și pasirea necămilită, căriia unii, alcătuindu-i numele, Struțocamilă îi dzic. Aceasta precum hirișă Cămilă să nu fie penele o vădesc, și iarăși hirișă pasire să nu fie nezburarea în aer o pîrește și vîntul, carile nu o poate ridica. Că precum tuturor știut ieste că toată hotărîrea pasirii ieste a fi dihanie cu pene, zburătoare și oătoare. Deci dihaniia ieste neamul, iară zburătoare deosăbirea, care deosăbire așeși de tot de la Struțocamilă lipsește. Aședară aievea fiind, au putea-va cineva cu mintea întreagă a dzice să îndrăznească, precum toată hotărîrea pasirii în Struțocamilă să cuprinde?
din care rezultă clar opinia autorului că Strutocamila, deși are pene și face ouă, nu e nici pasăre adevărată, pentru că nu poate să zboare, dar nu este nici cămilă, pentru că o cămilă nu are pene. 
În ciuda precizărilor repetate ale unor filologi, Strutocamila a devenit struțocămilă doar la comentatorii contemporani ai operei lui Cantemir care au luat figura etimologică a lui Cantemir drept o creație lexicală personală, invenție pură a unei ființe fantastice, hibride. Astfel, în notele ediției cărții Istoria ieroglifică, apărute la Editura Academiei în 1973, la pagina 305 se vorbește de „Struțocămilă care era și struț și cămilă, o minune a naturii”.
Struțocămila lui Cantemir nu este nicidecum un animal himeric, cum s-a crezut și încă se mai crede, ci chiar struțul, uriașa pasăre africană numită pe grecește Strouthokamelos, adică Vrabiocămila de vreme ce „strouthos” însemna în vechea elină „vrabie”. Va să zică, o vrabie mare cât o cămilă!
Tot în Istoria ieroglifică, Cantemir introduce și un alt (aparent) monstru lexical, camilopardalul (în realitate în greacă kamelopardalis, s.f.= girafă).

## Lecturi asociate
- Ioan Flora, Discurs asupra Struțocămilei, Editura Cartea Românească, București, 1995.
- Cezar Straton, Struțocămila (publicistică), Editura Opera Magna, Iași, 2015
- Vladimir Volkoff, Strutocamila (roman), 260 pagini,  Editura Anastasia, Timișoara,1993